# مال واشر
الدكتور مالكولم جيمس واشر (ولد في 12 أغسطس 1945)، سياسي أسترالي، كان عضوًا
ليبراليًا في مجلس النواب الأسترالي منذ عام 1998 حيث ينوب عن قسم مور الانتخابي الواقع في أستراليا الغربية. ولد في بنبري، أستراليا الغربية وحصل على تعليمه بـجامعة أستراليا الغربية، حيث تخرج عام 1970 حاصلاً على شهادته الجامعية في الطب والجراحة. وعمل كممارس عام قبل الدخول إلى العمل السياسي.
ويعتبر أحد الليبراليين المعتدلين الموجودين بولاية تتصف بالمحافظة ويعتبر داعمًا للقضايا الليبرالية الاجتماعية مثل الزوج المثلي 
وفي خلال الفترة ما بين عامي 2010 و2011، كان حلقة الوصل بين المجموعة البرلمانية لإصلاح قانون العقاقير (APGDLR) وهي مجموعة تضم 100 عضو برلماني من مختلف الأحزاب من ولايات أستراليا والكومنولث. وقد تم تشكيل المجموعة في عام 1993 بعد لقاء عقده مايكل مور (سياسي أسترالي) (المجلس الحالي) عام 1993 في كنبيرا وآن سيموندس (عضو المجلس التشريعي، نيو ساوث ويلز).
وفي أغسطس عام 2011 أعلن أنه لا ينافس في الانتخابات الفيدرالية المقبلة.

## وصلات خارجية
- personal website